# Julius Rosenberg
Julius Rosenberg (New York, 12 maggio 1918 – Ossining, 19 giugno 1953) è stato un attivista e militante comunista statunitense di religione ebraica che fu al centro di un "caso" che lo portò, assieme alla moglie Ethel, a essere processato e giudicato colpevole di spionaggio, con conseguente condanna a morte come spia dell'Unione Sovietica.

## Biografia
Julius Rosenberg si laureò nel 1939 come ingegnere elettrico; l'anno successivo si arruolò nell'esercito come addetto ai radar. Nel 1940, allo scoppio della seconda guerra mondiale, divenne capo della Lega dei giovani comunisti, associazione all'interno della quale aveva conosciuto, nel 1936, la futura moglie Ethel Greenglass.
Secondo le dichiarazioni del suo reclutatore russo, la spia sovietica Alexander Feklisov, Rosenberg fu reclutato dal KGB nel 1942 durante i festeggiamenti del Labor Day, venendo poi presentato alla spia russa Semyon Semyonov. Il 5 aprile 1951 Julius Rosenberg e la moglie vennero condannati a morte per il reato di cospirazione. Nonostante i molti appelli internazionali in favore della grazia, la sentenza di morte venne eseguita, nei confronti di entrambi i coniugi, il 19 giugno 1953, nel penitenziario di Sing Sing, tramite sedia elettrica. Nel 1995 il governo americano ha reso pubblico il contenuto dei documenti decodificati dal progetto Venona, che dimostravano il loro ruolo come spie dell'Unione Sovietica